# Вапниця (Каменський повіт)
Вапниця (пол. Wapnica, нім. Kalkofen) — село в Польщі, у гміні Мендзиздроє Каменського повіту Західнопоморського воєводства. Населення — 476 осіб (2011).
У 1975-1998 роках село належало до Щецинського воєводства.

## Демографія
Демографічна структура станом на 31 березня 2011 року:
|          | Загалом | Допрацездатний вік | Працездатний вік | Постпрацездатний вік |
| -------- | ------- | ------------------ | ---------------- | -------------------- |
| Чоловіки | 233     | 44                 | 176              | 13                   |
| Жінки    | 243     | 39                 | 162              | 42                   |
| Разом    | 476     | 83                 | 338              | 55                   |